# Morfydd Llwyn Owen
Morfydd Llwyn Owen (1. října 1891 – 7. září 1918) byla velšská hudební skladatelka, klavíristka a zpěvačka.

## Život
Narodila se ve vesnici Treforest, oba její rodiče byli amatérští hudebníci. Na klavír začala hrát již v dětství, později jej studovala u skladatele Davida Evanse. Svou první skladbu Morfydd publikovala v roce 1909. Po dvou letech soukromých studií s Evansem získala stipendium a zahájila studium na Cardiffské univerzitě. Později odešla do Londýna, kde studovala na Royal Academy of Music. V roce 1917 se jejím manželem stal neurolog Ernest Jones. V létě roku 1918 jí byla objevena apendicitida, náhlá příhoda břišní spočívající v zanícení apendixu, a zemřela v září téhož roku po operaci.